# Cerconeotes constrictus
Cerconeotes constrictus är en kräftdjursart som först beskrevs av Lang 1965.  Cerconeotes constrictus ingår i släktet Cerconeotes och familjen Leptastacidae. Inga underarter finns listade i Catalogue of Life.